# NGC 6861
NGC 6861 (również IC 4949 lub PGC 64136) – galaktyka soczewkowata (E-S0), znajdująca się w gwiazdozbiorze Lunety. Odkrył ją 30 lipca 1826 roku James Dunlop.